# Bemutatkozás (illemtan)
A bemutatkozás során, a személyes kapcsolatok első eleme a köszönés, amit nagyfokú illetlenség nem fogadni. Mindig a férfi a nőnek, a fiatalabb az idősebbnek, az alacsonyabb rangú a magasabb rangúnak köszön először, illetve ha belépünk egy helyiségbe mindig a belépő személy kezdeményezi. Amennyiben minden pontban megegyezik a két fél, vagyis azonos neműek, korúak és rangúak, ebben az esetben mindegyikőjüknek arra kell törekedniük, hogy elsőként köszönjenek. Ha a férfi kalapot vagy sapkát visel, akkor illik azt megemelnie vagy jelzésszerűen megérintenie. Nem illik napszemüvegben, cigarettával a szánkban vagy zsebre dugott kézzel köszönni. Ha valaki ismeretlenekkel teli társaságba lép, akkor mindig az ismerőst kell először üdvözölnie, csak utána a többieket. Ha az asztalnál már sokan ülnek, elég csak a közvetlen mellettünk helyet foglalt személyeket üdvözölni.
Tegezni általában azonos korúak tegezhetik egymást, akik például egy helyen dolgoznak. Viszont 25 év felett már sértő lehet valaki számára, ha csak úgy letegezik. Ha nem egyértelmű, hogy tegezhetjük-e az illetőt, inkább magázzuk, amíg ő fel nem ajánlja annak ellenkezőjét. Azt még tudni érdemes, hogy férfi-nő kapcsolatban mindig a nőnek kell felajánlania a tegeződést, illetve ha különböző korú személyekről van szó, akkor mindig az idősebb kell, hogy azt kezdeményezze. Ennek figyelembe nem vétele, nagyfokú udvariatlanság.
A köszönés utáni következő lépés a kézfogás. Ennek menete pont az ellenkezője a már a köszönésben leírtaknak. Mindig a nő a férfinak, az idősebb a fiatalabbnak és a magasabb rangú az alacsonyabb rangú embernek nyújt kezet elsőként. Sokan elkövetik azt a hibát, hogy egyszerre mondják a nevüket, így egyik fél sem érti a másikét. Fontos, hogy kézfogáskor egymás szemébe nézzenek a felek, hogy határozottan, de ne durván szorítsák meg a másik kezét. Vannak kultúrák, ahol a kézcsók és a meghajlás szigorúan tilos, de Magyarországon ezek a kiemelkedő udvariasság megkülönböztető jelei. A kézfogás mindig jobb kézzel kell, hogy történjen, ha valamit fogunk benne, akkor azt át kell tenni a bal kezünkbe. Nem illik két kézzel, a férfiaknak pedig kesztyűben kezet fogniuk, ez utóbbi a nőkre nem vonatkozik. Ha egy ülő társasághoz érkezik egy nő, akkor a férfiaknak fel kell állniuk, hogy üdvözöljék, a nőkre ez csak akkor vonatkozik, ha egy nálunknál idősebb hölgy jelenik meg.
Gyakori hibák még, ha valaki csak a keresztnevét mondja köszönéskor, nem tiszta kézzel nyújt kezet a másiknak vagy nem néz annak szemébe. A tekintet az egyik legfontosabb része a kontakt felvételének. A bemutatkozást célszerű röviden, tömören intézni, illetve adott helyzetekben, például hivatalos találkozó alkalmával, fontos, hogy névjegykártyacsere kísérje a bemutatkozást. Ezen alapszabályok persze szituációfüggőek, de ha betartjuk őket, akkor eleget teszünk az elvárt normának.
A bemutatkozás harmadik fél segítsége nélkül való megismerkedés. A mindennapi életben gyakran kényszerülünk rá akár hivatalos teendőink végzése vagy a hatóságoknál szükséges eljárások közben, akár a társadalmi életben, baráti körben stb. Be kell mutatkozni az első személyes találkozáskor. Ha hosszabb idő után ismételt találkozáskor érezhető partnerünk bizonytalansága, hogy nem ismer föl, egy rövid, minden sértődést mellőző ismételt bemutatkozás biztosan segít a kapcsolatok zavartalan folytatásában. Ez mindenképpen sokkal célszerűbb, mint hagyni, hogy a másik úgy folytasson beszélgetést, hogy nincs tisztában partnere pontos kilétével. A bemutatkozás különbözik hivatalos vagy magánkapcsolat esetén. Hivatalos bemutatkozásnál a név mellé a gyakorlati megfontolások is megkövetelik a munkahely és a beosztás vagy munkakör megnevezését. Ez utóbbinak azonban lehetőleg röviden kell megtörténnie. A rangok hosszas sorolása visszatetsző, unalmas, és többféle rang nehezen jegyezhető meg. Névjegy azonnali átnyújtásával történő bemutatkozás még rövidebb lehet, hiszen közvetlenül a bemutatkozás után a két fél a névjegyről minden fontos információt leolvashat a másikról. Telefonáláskor mindenképpen be kell mutatkozni még akkor is, ha gyakran találkozó, jó ismerősökről van is szó.